# Ràfia (planta)
Ràfia (Raphia) és un gènere de plantes amb flors de la família de les arecàcies. Aquest gènere consta d'una vintena d'espècies de palmera nadiues de les zones tropicals d'Àfrica, Madagascar, Amèrica Central i Amèrica del Sud. Les fulles de certes espècies arriben a una llargada de fins a 25 metres i són les més grans de tot el regne vegetal. La fibra vegetal de la ràfia té múltiples usos especialment en el camp tèxtil i en la construcció. La fibra s'ha utilitzat per a fer des de barrets a sabates i per a objectes decoratius.
Per a empeltar arbres fruiters primer es mulla la fibra i després s'utilitza per lligar les parts obertes amb la navalla, per aquest objectiu la ràfia té l'avantatge de la flexibilitat que permet que les ferides a l'arbre es recuperin bé.
De la saba de la planta se n'obté una beguda alcohòlica. Un cop fermentada i destil·lada s'obté la beguda d'alta graduació alcohòlica anomenada ogogoro. El procediment d'obtenció de la saba mata l'arbre.

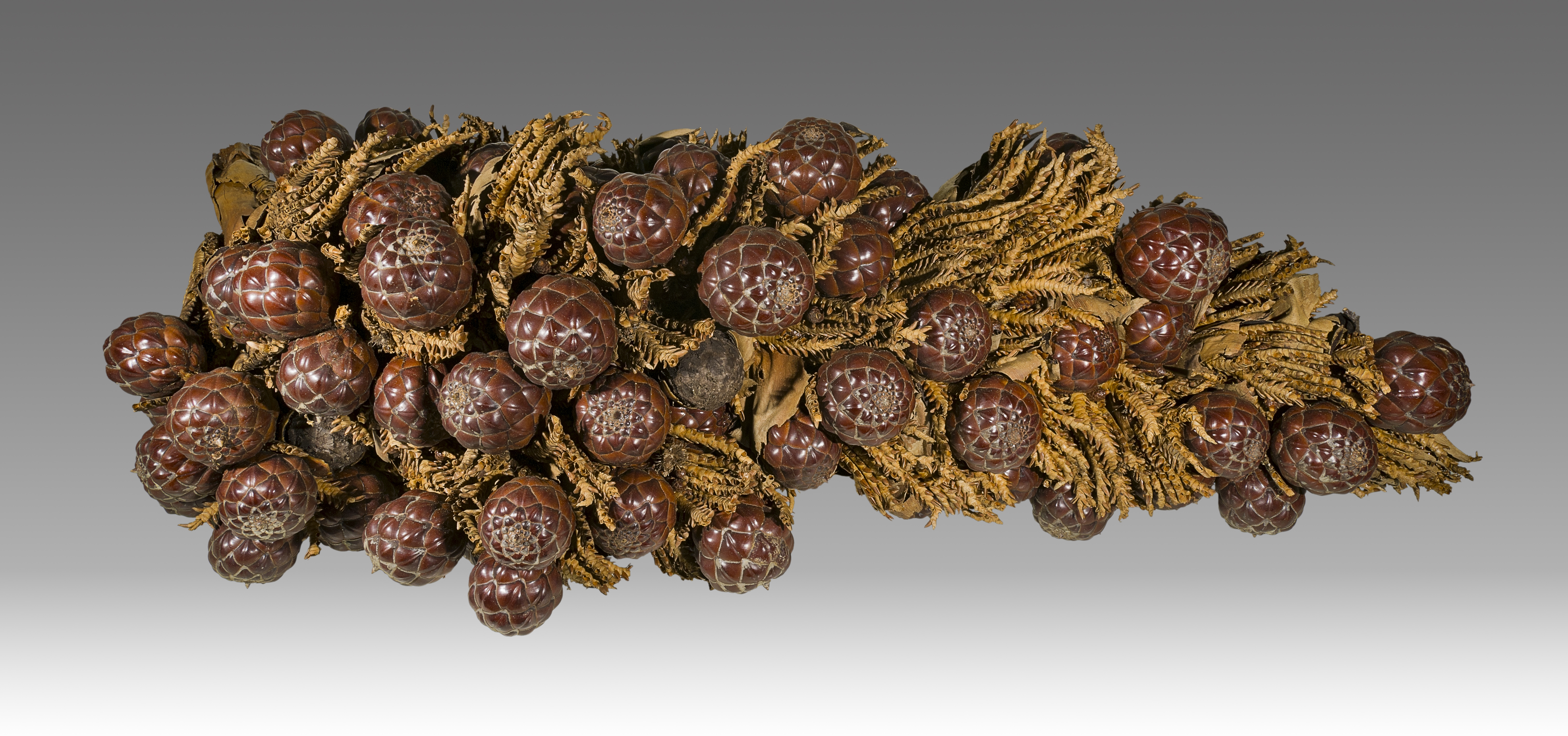
Fruits (Museu de Tolosa de Llenguadoc)

## Taxonomia
- Raphia africana Otedoh
- Raphia australis Oberm. & Strey
- Raphia farinifera (Gaertn.) Hyl.
- Raphia gentiliana De Wild.
- Raphia hookeri G.Mann & H.Wendl.
- Raphia laurentii De Wild.
- Raphia longiflora G.Mann & H.Wendl.
- Raphia mambillensis Otedoh
- Raphia mannii Becc.
- Raphia matombe De Wild.
- Raphia monbuttorum Drude
- Raphia palma-pinus (Gaertn.) Hutch.
- Raphia regalis Becc.
- Raphia rostrata Burret
- Raphia ruwenzorica Otedoh
- Raphia sese De Wild.
- Raphia sudanica A. Chev.
- Raphia taedigera (Mart.) Mart.
- Raphia textilis Welw.
- Raphia vinifera P.Beauv.